# Henri-Jacques Stiker
 (juin 2014).
Si vous disposez d'ouvrages ou d'articles de référence ou si vous connaissez des sites web de qualité traitant du thème abordé ici, merci de compléter l'article en donnant les références utiles à sa vérifiabilité et en les liant à la section « Notes et références ».
Henri-Jacques Stiker est un philosophe, historien et anthropologue de l’infirmité français.

## Biographie
Henri-Jacques Stiker est actuellement[Quand ?] chercheur associé au laboratoire "Identités, Cultures, Territoires" (EA 337) à l'Université Denis-Diderot-Paris 7 et président de l’association Alter (Société internationale pour l’histoire des infirmités, déficiences, inadaptations, handicaps). Il est également éditeur en chef de la revue de recherche éponyme. Il est également membre du comité de rédaction de la revue Handicap, revue de sciences humaines et sociales.
Il est docteur en philosophie du langage (Sorbonne) et habilité à diriger des recherches (Anthropologie historique de l’infirmité).

## Contributions scientifiques
Stiker étudie les représentations de l'infirmité par le biais des récits et représentations. Il s'appuie sur la sémiotique, l'étude de textes et témoignages, contextualisée par des sources historiques et sociologiques. Il s'appuie notamment sur l'histoire des idées de Foucault.
Son ouvrage le plus cité est Corps infirmes et sociétés, qui propose une réflexion philosophique sur les différentes définitions et perceptions du handicap à travers l'histoire. Ce livre est structuré en cinq grandes parties, progressant historiquement. La première présente les handicaps dans la Bible. La seconde s'intéresse aux handicaps à l'Antiquité : ils sont alors perçus comme une punition des dieux. La troisième partie se penche sur les sociétés médiévales, et l'importance croissante de l'église dans l'organisation de la pauvreté et la charité. La quatrième partie porte sur l'époque classique, et s'appuie notamment sur Lettre sur les aveugles à l'usage de ceux qui voient de Diderot, marquant un tournant vers l'éducabilité. Le dernier chapitre s'intéresse à la réadaptation, depuis la fin du XIXe siècle. La plus récente version de ce livre inclut deux nouveaux chapitres, l'un faisant le point sur les différentes théories du handicap (théorie de la stigmatisation, disability studies, théorie culturaliste et théorie de la liminalité ), le second proposant une analyse psychanalytique de l'exclusion des personnes en situation de handicap.

## Publications
- Justice pour les personnes handicapées, avec Philippe Sanchez, PUG : Presses Universitaires de Grenoble, 2014
- Mère d'enfant handicapé, pourquoi moi ?, avec Chantal Bruno et Carine Maraquin, Erès, 2014
- Corps infirmes et sociétés : Essais d'anthropologie historique, 3e édition, Dunod 2013
- Réfléchir le ménagement au miroir du handicap, avec Jean-Louis Ribes, Corinne Segalen et Nicolas Flamant, Le bord de l'eau, 2013
- Le handicap en images, avec Alain Blanc, Eres, 2013
- Les Métamorphoses du handicap de 1970 à nos jours, PUG : Presses Universitaires de Grenoble, 2009
- Handicap et accompagnement : Nouvelles attentes, nouvelles pratiques, avec José Puig et Olivier Huet, Dunod, 2009
- Ma culture, c'est les mains : La quête identitaire des sourds au Québec, avec Charles Gaucher, PUL : Presses de l’Université Laval, 2009
- Les fables peintes du corps abîmé : Les images de l'infirmité du XVIe au XXe siècle, Le Cerf, 2006
- Corps infirmes et sociétés : Essais d'anthropologie historique, Dunod, 2005
- Handicaps, pauvreté et exclusion dans la France du XIXe siècle, avec André Gueslin, Éditions de l'Atelier, 2003
- Le handicap en images, la déficience dans les œuvres d’art, Erès, 2003
- Corps infirmes et société, Aubier, 1982, réédition Dunod, 1997
- L'Homme réparé : Artifices, victoires, défis, coll. « Découvertes Gallimard / Sciences et techniques » (no 31), avec Louis Avan et Michel Fardeau, Gallimard, 1988